# Friedrich Engel (matemático)
Friedrich Engel (Lugau, Confederación Germánica, 26 de diciembre de 1861-Gießen, Alemania, 29 de septiembre de 1941) fue un matemático alemán.
Engel nació en Lugau, parte del Reino de Sajonia, hijo de un pastor luterano. Estudió en las universidades de Leipzig y Berlín antes de recibir su doctorado en Leipzig en 1883.
Estudió con Felix Klein en Leipzig y colaboró con Sophus Lie durante gran parte de su vida. Fue profesor en Leipzig (1885-1904), Greifswald (1904-1913) y Giessen (1913-1931), donde falleció en 1941.
Engel fue coautor, junto con Sophus Lie, de la obra en tres volúmenes Theorie der Transformationsgruppen («Teoría de grupos de transformaciones»), publicado entre 1888 y 1893. También fue editor de la colección de trabajos de Sophus Lie, en seis volúmenes publicados entre 1922 y 1937; el séptimo y último volumen estaba preparado para su publicación pero no vio la luz hasta casi veinte años después de la muerte de Engel. También fue editor de la colección de trabajos de Hermann Grassmann. Tradujo las obras de Nikolái Lobachevski del ruso al alemán, haciéndolas así más accesibles. Junto con Paul Stäckel, escribió un libro de historia de la geometría no euclídea (Theorie der Parallellinien von Euklid bis auf Gauss, 1895), y junto con su antiguo estudiante Karl Faber, escribió una libro sobre la teoría de ecuaciones en derivadas parciales de primer orden usando métodos de teoría de grupos de Lie. En 1910, fue presidente de la Deutsche Mathematiker-Vereinigung.